# Alexandre de Johanne de Saumery
Alexandre de Johanne de Saumery  (né vers 1686 à Paris mort le 29 octobre 1747) est un ecclésiastique qui fut évêque de Rieux de 1718 à sa mort.

## Biographie
Alexandre de Johanne de Saumery est issu d'une famille noble originaire du pays de Soule. Il est le 3e fils de Jacques-François de Johanne de Lacarre, marquis de Saumery mestre de camp d'un régiment de cavalerie, gouverneur de Blois du château de Chambord, de l'île Saint-Honorat et des Îles de Lérins, et de son épouse Marguerite-Charlotte de Montlezun. Docteur en théologie de la Sorbonne, il est pourvu en commende dès 1710 de l'abbaye de La Celle qu'il conserve jusqu'en 1744. Prêtre du diocèse de Paris, chanoine de la  collégiale Saint-Martin de l'Isle-Jourdain dans le diocèse de Toulouse, vicaire général de l'évêque de Rieux, il est député de la province ecclésiastique de Toulouse lors de l'Assemblée du clergé de 1715. Il est désigné comme évêque de Rieux en 1718, confirmé par bulles pontificales le 2 octobre 1719 ; il est consacré en 1720 par René François de Beauvau du Rivau l'archevêque de Toulouse à Saint-Bertrand de Comminges. Il meurt dans son diocèse.